# Kamienica z wiatą
Kamienica z wiatą, Kamienica z halą świetlną – rozwiązanie renesansowe, powstałe by rozwiązać problem doświetlenia środkowego traktu budynku. Wiatę stanowi dziedziniec krużgankowy, przekryty dachem, często wyniesionym powyżej pozostałych części obiektu; mieścił w sobie trakty komunikacji pionowej. Rozwiązanie to było typowe dla Łużyc i Czech. Na obecnych terenach Polski budowle takie powstały m.in. w Jarosławiu, Jeleniej Górze oraz w Krakowie przy ul. Grodzkiej.